# Danthoniopsis scopulorum
Danthoniopsis scopulorum là một loài thực vật có hoa trong họ Hòa thảo. Loài này được (J.B.Phipps) J.B.Phipps mô tả khoa học đầu tiên năm 1973.